# Jussy-le-Chaudrier

Jussy-le-Chaudrier este o comună în departamentul Cher, Franța. În 1 ianuarie 2022 avea o populație de 578 de locuitori.